# 38 Orionis
38 Orionis är en vit stjärna i huvudserien i stjärnbilden Orion.
38 Orionis har visuell magnitud +5,33 och är synlig för blotta ögat vid någorlunda god seeing. Den befinner sig på ett avstånd av ungefär 275 ljusår.